# Мар'їно (Верхнєландеховський район)
Мар'їно (рос. Марьино) — присілок в Верхнєландеховському районі Івановської області Російської Федерації.
Населення становить 54 особи. Входить до складу муніципального утворення Кромське сільське поселення.

## Історія
Від 2005 року входить до складу муніципального утворення Кромське сільське поселення.

## Населення
| 1859 | 1905 | 2010 |
| ---- | ---- | ---- |
| 70   | ↗80  | ↘54  |